# Campeonato Europeo de Lucha de 2013
El LXV Campeonato Europeo de Lucha se celebró en Tiflis (Georgia) entre el 19 y el 24 de marzo de 2013 bajo la organización de la Federación Internacional de Luchas Asociadas (FILA) y la Federación Nacional de Georgia de Lucha.
Las competiciones se realizaron en el Palacio de Deportes de la capital georgiana. 

## Resultados

### Lucha grecorromana masculina
| Evento         | Oro                          | Plata                         | Bronce                                                   |
| -------------- | ---------------------------- | ----------------------------- | -------------------------------------------------------- |
| 55 kg (23.03)  | Elbek Tazhyieu · Bielorrusia | Elçin Əliyev Azerbaiyán       | Bekjan Mankiyev · Rusia · Fatih Üçüncü · Turquía         |
| 60 kg (23.03)  | Ivo Anguelov Bulgaria        | Ivan Kuilakov · Rusia         | Kamran Məmmədov · Azerbaiyán · István Lévai · Eslovaquia |
| 66 kg (24.03)  | Tamás Lőrincz · Hungría      | Adam Kurak · Rusia            | Artak Margaryan Francia Həsən Əliyev Azerbaiyán          |
| 74 kg (24.03)  | Roman Vlasov · Rusia         | Zurab Datunashvili Georgia    | Božo Starčević · Croacia · Yavor Yanakiev · Bulgaria     |
| 84 kg (24.03)  | Alexei Mishin · Rusia        | Vladimer Guegueshidze Georgia | Artur Shahinian · Armenia · Nenad Žugaj · Croacia        |
| 96 kg (23.03)  | Artur Alexanian Armenia      | Vladislav Metodiev Bulgaria   | Mélonin Noumonvi Francia Cenk İldem Turquía              |
| 120 kg (23.03) | Rıza Kayaalp Turquía         | Yevhen Orlov · Ucrania        | Vachik Yeguiazarian Armenia Guram Pherselidze Georgia    |

### Lucha libre masculina
| Evento         | Oro                             | Plata                             | Bronce                                                        |
| -------------- | ------------------------------- | --------------------------------- | ------------------------------------------------------------- |
| 55 kg (20.03)  | Guiorgui Edisherashvili Georgia | Uladzislau Andreyeu · Bielorrusia | Sezer Akgül Turquía Yaşar Əliyev Azerbaiyán                   |
| 60 kg (20.03)  | Opan Sat · Rusia                | Vladimir Dubov Bulgaria           | Vladimer Jinchegashvili · Georgia · Tim Schleicher · Alemania |
| 66 kg (19.03)  | Davit Safarian Armenia          | Yakup Gör Turquía                 | Alexandr Kontoyev · Bielorrusia · Ilias Bekbulatov · Rusia    |
| 74 kg (21.03)  | Aniuar Gueduyev · Rusia         | Gábor Hatos · Hungría             | Hiya Chyjladze · Ucrania · Leonid Bazan · Bulgaria            |
| 84 kg (22.03)  | Dato Marsaguishvili Georgia     | Musa Murtazaliyev Armenia         | Ibrahim Aldatov · Ucrania · Anzor Urishev · Rusia             |
| 96 kg (19.03)  | Pavlo Olinyk · Ucrania          | Kamil Skaskiewicz · Polonia       | Liuben Iliev · Bulgaria · Vladislav Baitsayev · Rusia         |
| 120 kg (21.03) | Taha Akgül Turquía              | Alen Zasieyev · Ucrania           | Gueno Petriashvili Georgia Cәmalәddin Mәhәmmәdov Azerbaiyán   |

### Lucha libre femenina
| Evento        | Oro                             | Plata                       | Bronce                                                            |
| ------------- | ------------------------------- | --------------------------- | ----------------------------------------------------------------- |
| 48 kg (19.03) | Valeriya Chepsarakova · Rusia   | Yana Stadnik Reino Unido    | Jaqueline Schellin · Alemania · Patimat Baqomedova · Azerbaiyán   |
| 51 kg (20.03) | Roksana Zasina · Polonia        | Yuliya Blahinia · Ucrania   | Yekaterina Krasnova · Rusia · Tiina Ylinen · Finlandia            |
| 55 kg (21.03) | Sofia Mattsson · Suecia         | María Prevolaraki · Grecia  | Iryna Husiak · Ucrania · Emese Barka · Hungría                    |
| 59 kg (20.03) | Anastasiya Huchok · Bielorrusia | Zhargalma Tsyrenova · Rusia | Tetiana Lavrenchuk · Ucrania · Hafize Şahin · Turquía             |
| 63 kg (22.03) | Anastasija Grigorjeva Letonia   | Monika Michalik · Polonia   | Anna Belyayeva · Azerbaiyán · Hanna Vasylenko · Ucrania           |
| 67 kg (21.03) | Alina Stadnyk · Ucrania         | Ilana Kratysh Israel        | Aline Focken · Alemania · Svetlana Babushkina · Rusia             |
| 72 kg (22.03) | Natalia Vorobiova · Rusia       | Maider Unda · España        | Vasilisa Marzaliuk · Bielorrusia · Kateryna Burmistrova · Ucrania |

1. ↑  La ganadora de la medalla de plata, la rumana Estera Dobre, dio positivo en un control antidopaje y fue descalificada por la FILA, la medalla de plata pasó a la ucraniana Yuliya Blahinia y una de las de bronce a la finlandesa Tiina Ylinen.[2]

## Medallero
| Núm. | País        | Oro | Plata | Bronce | Total |
| ---- | ----------- | --- | ----- | ------ | ----- |
| 1    | Rusia       | 6   | 3     | 6      | 15    |
| 2    | Ucrania     | 2   | 3     | 6      | 11    |
| 3    | Georgia     | 2   | 2     | 3      | 7     |
| 4    | Turquía     | 2   | 1     | 4      | 7     |
| 5    | Armenia     | 2   | 1     | 2      | 5     |
| 5    | Bielorrusia | 2   | 1     | 2      | 5     |
| 7    | Bulgaria    | 1   | 2     | 3      | 6     |
| 8    | Polonia     | 1   | 2     | 0      | 3     |
| 9    | Hungría     | 1   | 1     | 1      | 3     |
| 10   | Letonia     | 1   | 0     | 0      | 1     |
| 10   | Suecia      | 1   | 0     | 0      | 1     |
| 12   | Azerbaiyán  | 0   | 1     | 6      | 7     |
| 13   | España      | 0   | 1     | 0      | 1     |
| 13   | Grecia      | 0   | 1     | 0      | 1     |
| 13   | Israel      | 0   | 1     | 0      | 1     |
| 13   | Reino Unido | 0   | 1     | 0      | 1     |
| 17   | Alemania    | 0   | 0     | 3      | 3     |
| 18   | Croacia     | 0   | 0     | 2      | 2     |
| 18   | Francia     | 0   | 0     | 2      | 2     |
| 20   | Eslovaquia  | 0   | 0     | 1      | 1     |
| 20   | Finlandia   | 0   | 0     | 1      | 1     |
|      | TOTAL       | 21  | 21    | 42     | 84    |